# Ransko
Národní přírodní rezervace Ransko se nachází jižně od vesnic Nové Ransko a Staré Ransko, převážně v katastrálním území Staré Ransko (obec Krucemburk), v jižní části s přesahem do katastrálního území Havlíčkova Borová. Rezervace byla vyhlášena roku 1997 a rozkládá se na ploše 695,4 hektarů v nadmořské výšce 540–673 metrů. NPR Ransko se nachází v sousedství přírodní rezervace Ranská jezírka a v chráněné krajinné oblasti Žďárské vrchy. Oblast spravuje AOPK ČR, RP Správa CHKO Žďárské vrchy.

## Přírodní poměry

### Geologie
NPR Ransko se nachází na hranici okrsku Henzlička, sníženiny Dářské brázdy a Přibyslavské pahorkatiny. Území tvoří ultrabazické vyvřeliny, nad nimiž se nacházejí eluviální jílovitohlinité až jílovité zvětraliny. Ranský Babylon, nejvyšší bod ležící 673 m n. m., tvoří mrazové sruby, které přechází v táhlé svahy. Ty spadají do údolí řeky Doubravy.

### Houby
V roce 2014 bylo na území národní přírodní rezervace objeven vzácný druh kuřátek Ramaria testaceoflava, na území Česka popsán poprvé.

### Flora
Na lokalitě byly popsány následují druhy: barvínek menší (Vinca minor), bledule jarní (Leucojum vernum), borovice lesní (Pinus sylvestris), buk lesní (Fagus sylvatica), čarovník alpský (Circaea alpina), čarovník prostřední (Circaea x intermedia), česnek medvědí (Allium ursinum), chrastavec rolní hadcový (Knautia arvensis subsp. serpentinicola), jasan ztepilý (Fraxinus excelsior), jedle bělokorá (Abies alba), korálice trojklaná (Corallorhiza trifida, spatřena 1990), kyčelnice devítilistá (Dentaria enneaphyllos), lilie zlatohlávek (Lilium martagon), lýkovec jedovatý (Daphne mezereum), olše lepkavá (Alnus glutinosa), oměj pestrý (Aconitum variegatum), ostřice převislá (Carex pendula), prvosenka vyšší (Primula elatior), prstnatec listenatý (Dactylorhiza longebracteata), ptačinec dlouholistý (Stellaria longifolia), růže převislá (Rosa pendulina), řeřišnice trojlistá (Cardamine trifolia), sleziník hadcový (Asplenium cuneifolium), smrk ztepilý (Picea abies), svízel okrouhlolistý (Galium rotundifolium), třezalka položená (Hypericum humifusum), vemeník zelenokvětý (Platanthera chlorantha), zeměžluč okolíkatá (Centaurium erythraea).
Populace jasanu ztepilého je na lokalitě napadena houbovitým onemocněním Chalara fraxinea, které postihuje jasany všech věkových kategorií. Hynutí jasanů bylo zaznamenáno v roce 2013 i v roce 2014. Předpokládá se, že v následujících letech dojde k odumření většiny jasanovitých porostů na lokalitě.

#### Společenstva
- bikové bučiny (Luzulo-Fagion)
- hadcové bory (Erico-Pinion)

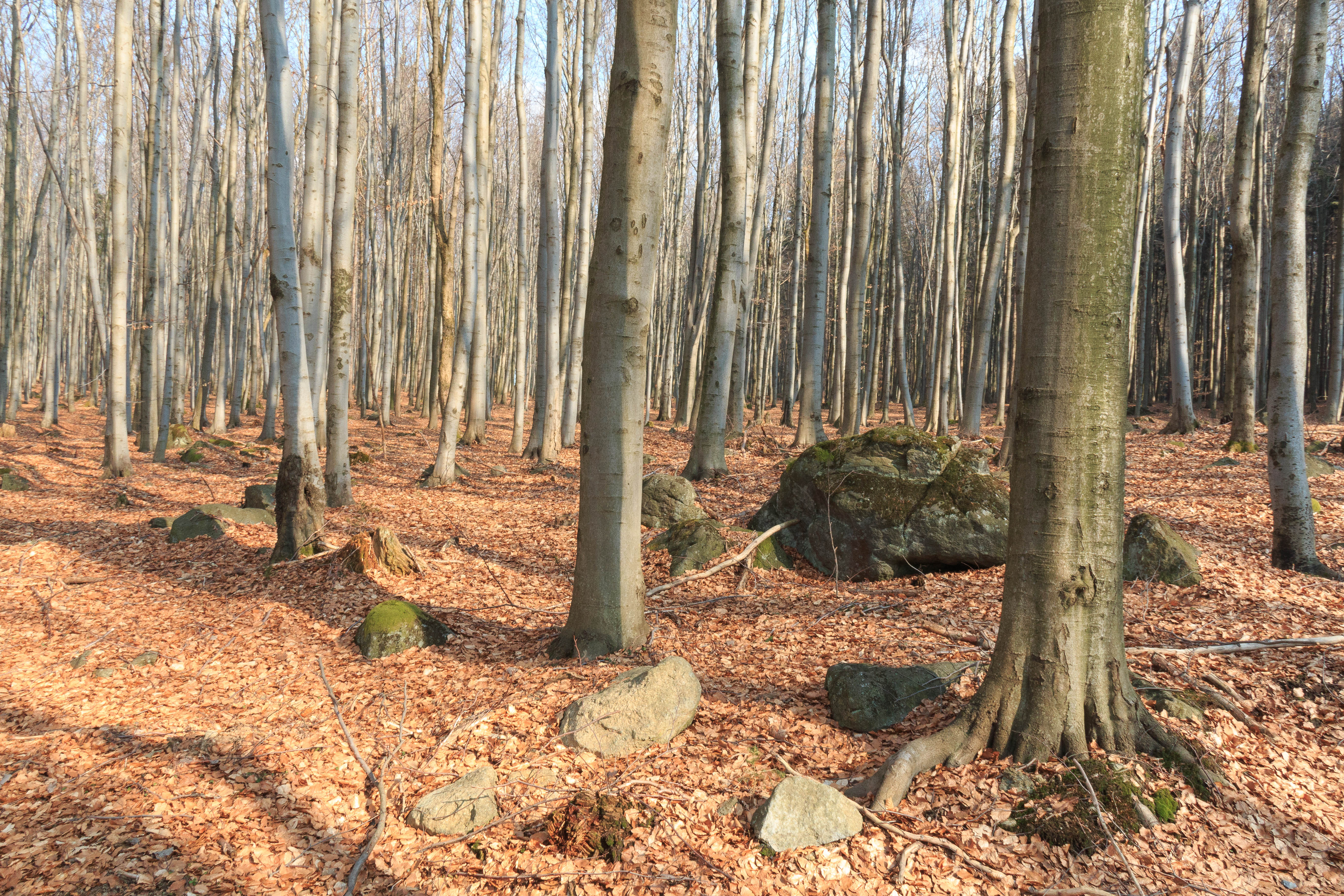
Bukový les v chráněném území

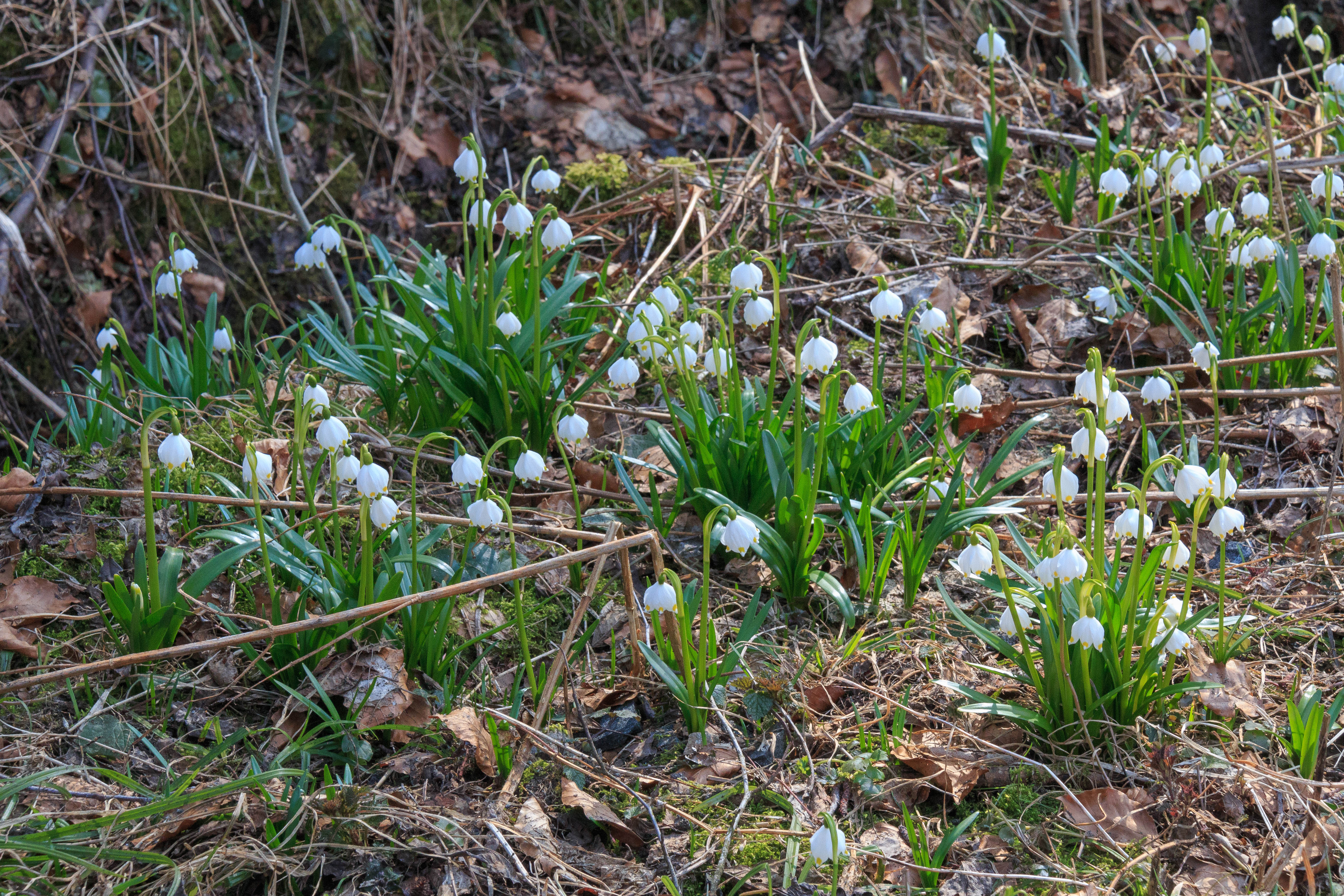
Bledule v rezervaci

- květnaté bučiny (Dentario enneaphylli-Fagetum a Festuco altissimae-Fagetum)
- jedliny (Luzulo pilosae-Abietetum)
- jasanové olšiny (Carici remotae-Fraxinetum)

### Fauna
Na lokalitě byli pozorování následující zástupci hmyzu: z pavoukůGonatium corallipes, Notioscopus sarcinatus a Walckenaeria kochi, plachetnatka drobná (Maro minutus), plachetnatka makadlová (Agyneta cauta), několik zástupců střevlíků jako Abax carinatus, střevlík kožitý (Carabus coriaceus), střevlík Linnéův (Carabus linnei), střevlík měděný (Carabus cancellatus), střevlík vypouklý (Carabus convexus) a střevlík zlatolesklý (Carabus auronitens). Z obojživelníků se zde vyskytují: čolek horský (Triturus alpestris), ropucha obecná (Bufo bufo), rosnička zelená (Hyla arborea), skokan hnědý (Rana temporaria); z plazů: zmije obecná (Vipera berus), slepýš křehký (Anguis fragilis), ještěrka živorodá (Zootoca vivpara).
Ptáci jsou zastoupeni druhy jako je čáp černý (Ciconia nigra), datel černý (Dryocopus martius), holub doupňák (Columba oenas), kulíšek nejmenší (Glaucidium passerinum), krkavec velký (Corvus corax), ořešník kropenatý (Nucifraga caryocatactes), pěvuška modrá (Runella modularis), jestřáb lesní (Accipiter gentilis), sluka lesní (Scolopax rusticola), sýc rousný (Aegolius funereus)
Savce reprezentují zástupci těchto druhů: hraboš mokřadní (Microtus agrestis), jezevec lesní (Meles meles), kuna lesní (Martes martes), lasice hranostaj (Mustela erminea), lejsek malý (Ficedula parva), rejsec černý (Neomys anomalus), rejsek malý (Sorax minutus), rejsek obecný (Sorax araneus), jelen lesní (Cervus elaphus) a ojediněle i rys ostrovid (Lynx lynx).